# Oggetti artificiali sulla Luna

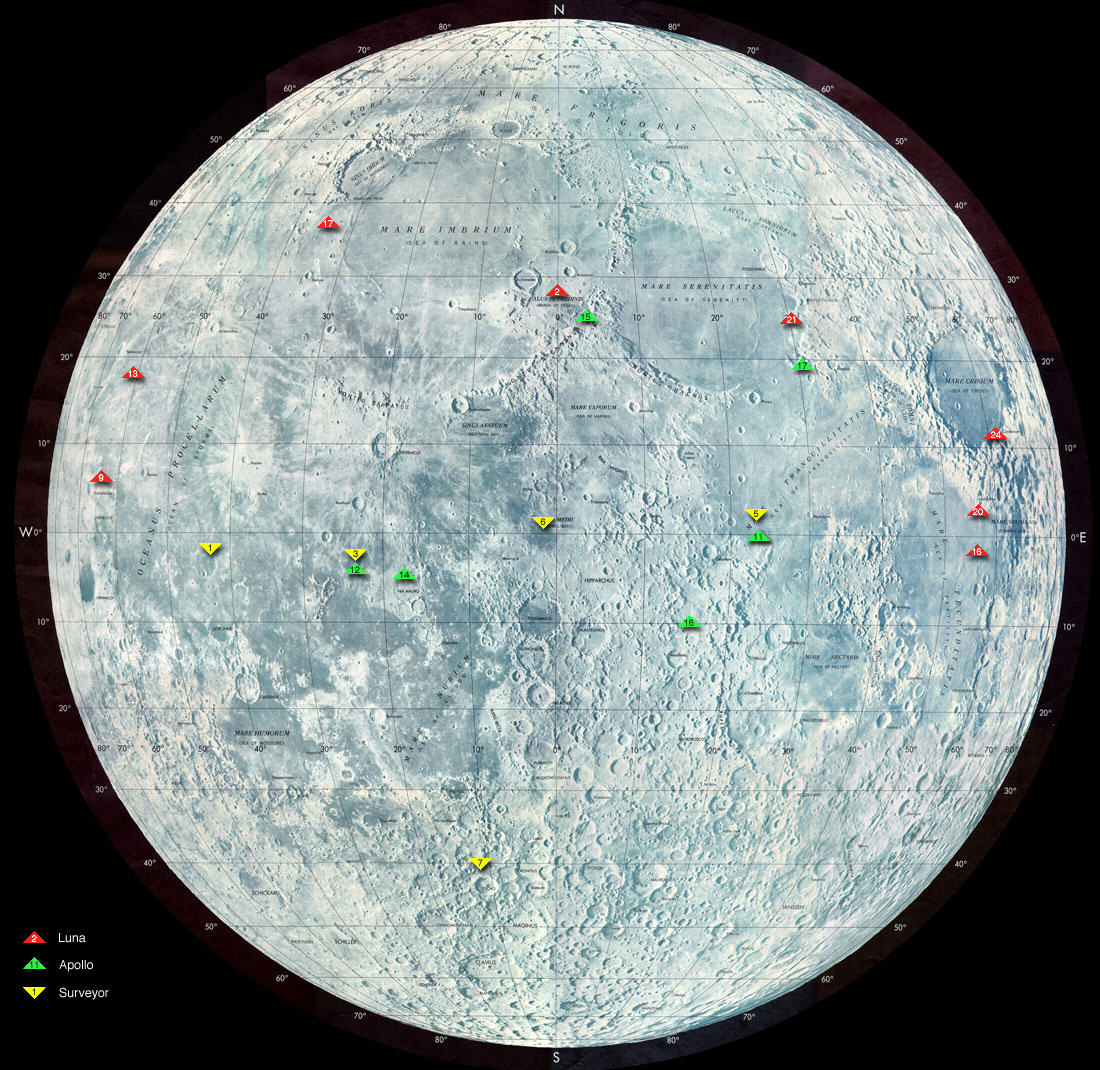
Alcuni siti di diversi allunaggi delle missioni Apollo, Luna e Surveyor.
(Cliccare su: Versione ad alta risoluzione)

La seguente tabella è una lista degli oggetti artificiali sulla Luna che sono stati abbandonati dopo l'utilizzo. La lista è parziale e non comprende gli oggetti di piccole dimensioni e gli oggetti ufficiali portati sulla Luna a scopo commemorativo come targhe, bandiere, ecc. 

## Descrizione
Sono anche esclusi gli oggetti personali lasciati dagli astronauti come ad esempio la palla da golf di Alan Shepard abbandonata durante la missione Apollo 14 o la statuetta denominata Fallen Astronaut (Astronauta Caduto) lasciata sul suolo lunare dell'equipaggio dell'Apollo 15 per ricordare gli astronauti di tutte le nazioni morti durante la corsa allo spazio. Il Fallen Astronaut al momento attuale è l'unico manufatto artistico su un suolo diverso da quello della Terra.
L'umanità ha abbandonato sulla superficie lunare circa 170.000 kg (170 tonnellate) di oggetti vari la maggior parte dei quali non sono più utili e possono essere considerati spazzatura spaziale o lunare. Sono stati portati sulla Terra invece 382 kg di rocce lunari prelevati durante le missioni del programma Apollo e Luna.
Tra gli oggetti artificiali che sono ancora utilizzati per scopi scientifici vi sono i riflettori usati negli esperimenti di Lunar Laser Ranging che furono installati dagli astronauti delle missioni Apollo 11, 14 e 15.
Questi riflettori, che non necessitano di nessuna alimentazione, sono stati utilizzati per condurre esperimenti sulla gravità e oggi (2025) dopo 50 anni funzionano ancora perfettamente.
Nessuno degli oggetti artificiali rimasti sulla Luna è direttamente osservabile dalla Terra, questo perché anche i migliori telescopi compreso l'Hubble possono risolvere oggetti sulla superficie lunare aventi dimensioni minime di 60 metri. Gli oggetti più grandi abbandonati sono i moduli di discesa del Lem che hanno un diametro di circa 10 metri. Va aggiunto però che l'ombra proiettata al suolo con le giuste condizioni potrebbe avere dimensioni maggiori e facilitare l'eventuale avvistamento.

## Lista degli oggetti artificiali sulla Luna
La tabella è in ordine cronologico di lancio.

### Legenda

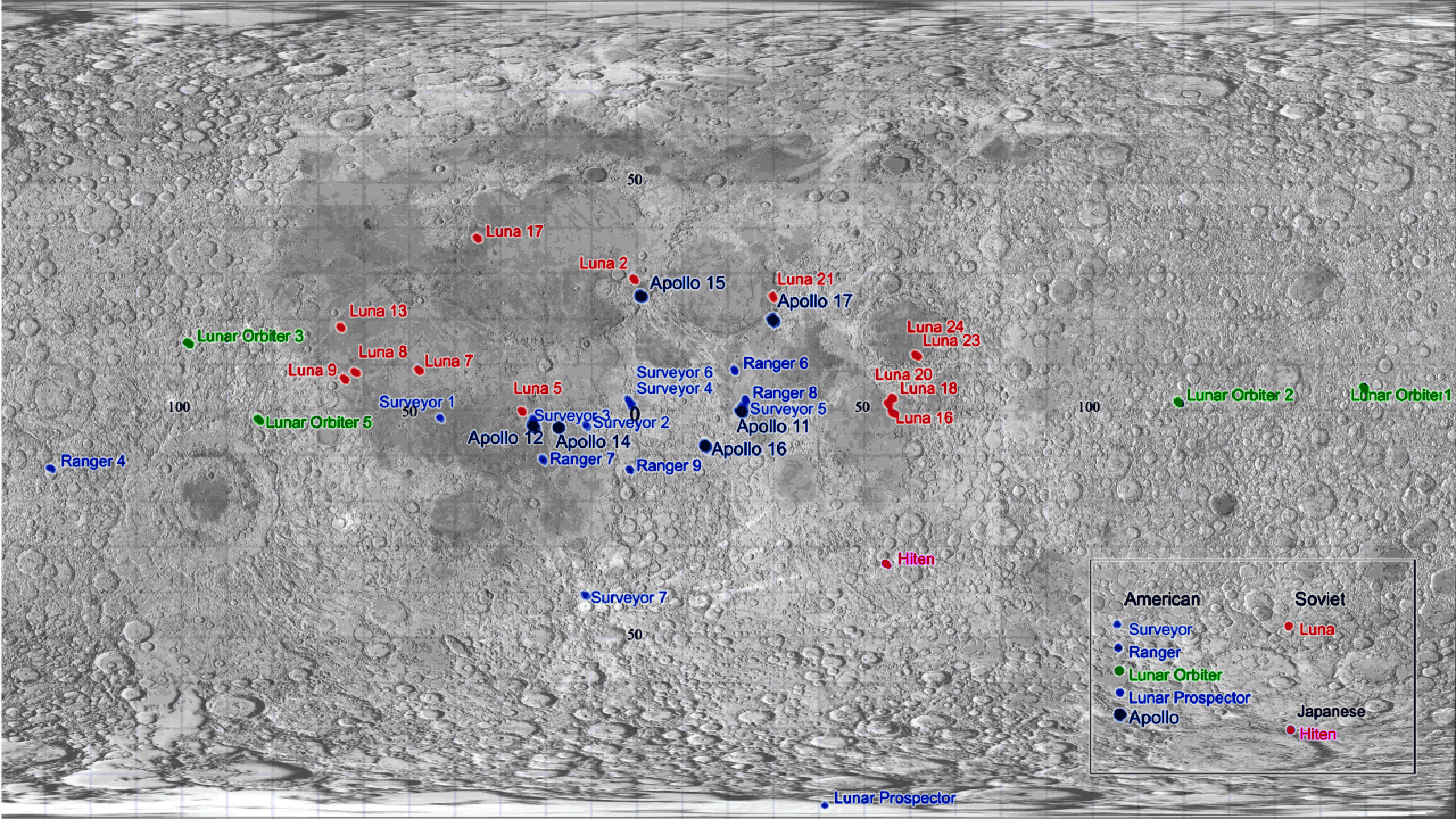
Mappa che rappresenta gli oggetti artificiali sulla Luna (gli assi rappresentano latitudine e longitudine)

|  | Fallimento           |
|  | Schianto programmato |
|  | Allunaggio morbido   |
|  | Operativo            |

| Oggetto artificiale             | Immagine                  | Nazionalità               | Lancio  | Massa (kg) | Posizione e coordinate lunari                                                           |
| ------------------------------- | ------------------------- | ------------------------- | ------- | ---------- | --------------------------------------------------------------------------------------- |
| Luna 2                          |                           | Unione Sovietica          | 1959    | 390,2      | Mare della Serenità 29.1°N 0°W                                                          |
| Ranger 4                        |                           | Stati Uniti               | 1962    | 331        | 12.9°S 129.1°W                                                                          |
| Ranger 6                        |                           | Stati Uniti               | 1964    | 381        | 9.4°N 21.5°E                                                                            |
| Ranger 7                        |                           | Stati Uniti               | 1964    | 365,7      | Mare Conosciuto 10.6°S 20.61°W                                                          |
| Luna 5                          |                           | Unione Sovietica          | 1965    | 1474       | Mare delle Nuvole 1.6°S 25°W                                                            |
| Luna 7                          |                           | Unione Sovietica          | 1965    | 1504       | Oceano delle Tempeste 9.8°N 47.8°W                                                      |
| Luna 8                          |                           | Unione Sovietica          | 1965    | 1550       | Mare della Tranquillità 9.6°N 62°W                                                      |
| Ranger 8                        |                           | Stati Uniti               | 1965    | 367        | 2.64°N 24.77°E                                                                          |
| Ranger 9                        |                           | Stati Uniti               | 1965    | 367        | Cratere Alphonsus 12.79°S 2.36°W                                                        |
| Luna 9                          |                           | Unione Sovietica          | 1966    | 100        | Oceano delle Tempeste 7.13°N 64.37°W                                                    |
| Luna 10                         |                           | Unione Sovietica          | 1966    | 1600       | sconosciuta                                                                             |
| Luna 11                         |                           | Unione Sovietica          | 1966    | 1640       | sconosciuta                                                                             |
| Luna 12                         |                           | Unione Sovietica          | 1966    | 1670       | sconosciuta                                                                             |
| Luna 13                         |                           | Unione Sovietica          | 1966    | 1700       | Oceano delle Tempeste http://moon.google.com/?ll=18.87,-63.05                           |
| Surveyor 1                      |                           | Stati Uniti               | 1966    | 270        | Oceano delle Tempeste 2.45°S 43.22°W                                                    |
| Lunar Orbiter 1                 |                           | Stati Uniti               | 1966    | 386        | 6.35°N 160.72°E                                                                         |
| Surveyor 2                      |                           | Stati Uniti               | 1966    | 292        | Cratere Copernicus 4.0°S 11.0°W                                                         |
| Lunar Orbiter 2                 |                           | Stati Uniti               | 1966    | 385        | 2.9°N 119.1°E                                                                           |
| Lunar Orbiter 3                 |                           | Stati Uniti               | 1966    | 386        | 14.6°N 97.7°W                                                                           |
| Surveyor 3                      |                           | Stati Uniti               | 1967    | 281        | Oceano delle Tempeste 2.99°S 23.34°W                                                    |
| Lunar Orbiter 4                 |                           | Stati Uniti               | 1967    | 386        | sconosciuta                                                                             |
| Surveyor 4                      |                           | Stati Uniti               | 1967    | 283        | 0.45°N 1.39°W                                                                           |
| Explorer 35 (IMP-E)             |                           | Stati Uniti               | 1967    | 104,3      | sconosciuta                                                                             |
| Lunar Orbiter 5                 |                           | Stati Uniti               | 1967    | 386        | 2.8°S 83.1°W                                                                            |
| Surveyor 5                      |                           | Stati Uniti               | 1967    | 281        | Mare della Tranquillità 1.42°N 23.2°E                                                   |
| Surveyor 6                      |                           | Stati Uniti               | 1967    | 282        | Sinus Medii 0.53°N 1.4°W                                                                |
| Surveyor 7                      |                           | Stati Uniti               | 1967    | 290        | Cratere Tycho 40.86°S 11.47°W                                                           |
| Luna 14                         |                           | Unione Sovietica          | 1968    | 1670       | sconosciuta                                                                             |
| Apollo 10 LM modulo discesa     |                           | Stati Uniti               | 1969    | 2211       | sconosciuta                                                                             |
| Luna 15                         |                           | Unione Sovietica          | 1969    | 2718       | sconosciuta                                                                             |
| Apollo 11 LM modulo risalita    |                           | Stati Uniti               | 1969    | 2184       | sconosciuta                                                                             |
| Apollo 11 LM modulo discesa     |                           | Stati Uniti               | 1969    | 2034       | Mare della Tranquillità Base Tranquillity http://moon.google.com/?ll=0.674080,23.472969 |
| Apollo 12 LM modulo risalita    |                           | Stati Uniti               | 1969    | 2164       | 3.94°S 21.2°W                                                                           |
| Apollo 12 LM modulo discesa     |                           | Stati Uniti               | 1969    | 2211       | 2.99°S 23.34°W                                                                          |
| Luna 16 modulo discesa          |                           | Unione Sovietica          | 1970    | < 5727     | Mare della Fecondità 0.68°S 56.3°E                                                      |
| Luna 17 e Lunochod 1            |                           | Unione Sovietica          | 1970    | 5600       | Mare delle Piogge 38.28°N 35.0°W                                                        |
| Apollo 13 S-IVB (S-IVB-508)     |                           | Stati Uniti               | 1970    | 13454      | 2.75°S 27.86°W                                                                          |
| Luna 18                         |                           | Unione Sovietica          | 1971    | 5600       | Mare della Fecondità 3.57°N 56.5°E                                                      |
| Luna 19                         |                           | Unione Sovietica          | 1971    | 5600       | sconosciuta                                                                             |
| Apollo 14 S-IVB (S-IVB-509)     |                           | Stati Uniti               | 1971    | 14016      | 8.09°S 26.02°W                                                                          |
| Apollo 14 LM modulo risalita    |                           | Stati Uniti               | 1971    | 2132       | 3.42°S 29.67°W                                                                          |
| Apollo 14 LM modulo discesa     |                           | Stati Uniti               | 1971    | 2144       | Mare Conosciuto Cratere Fra Mauro 3° 38' 43.08"S 17° 28' 16.90" W                       |
| Apollo 15 S-IVB (S-IVB-510)     |                           | Stati Uniti               | 1971    | 14036      | 1.51°S 17.48°W                                                                          |
| Apollo 15 LM modulo risalita    |                           | Stati Uniti               | 1971    | 2132       | 26.36°N 0.25°E                                                                          |
| Apollo 15 LM modulo discesa     |                           | Stati Uniti               | 1971    | 2809       | Mare delle Piogge 26° 7' 55.99"N 3° 38' 1.90" E                                         |
| Apollo 15 Rover lunare          |                           | Stati Uniti               | 1971    | 462        | 26.08°N 3.66°E                                                                          |
| Apollo 15 subsatellite          |                           | Stati Uniti               | 1971    | 36         | sconosciuta                                                                             |
| Luna 20 modulo discesa          |                           | Unione Sovietica          | 1972    | < 5727     | Mare della Fecondità 3.53°N 56.55°E                                                     |
| Apollo 16 S-IVB (S-IVB-511)     |                           | Stati Uniti               | 1972    | 14002      | 1.3°N 23.9°W                                                                            |
| Apollo 16 LM modulo risalita    |                           | Stati Uniti               | 1972    | 2138       | sconosciuta                                                                             |
| Apollo 16 LM modulo discesa     |                           | Stati Uniti               | 1972    | 2765       | 8° 58' 22.84"S 15° 30' 0.68" E                                                          |
| Apollo 16 subsatellite          |                           | Stati Uniti               | 1972    | 36         | sconosciuta                                                                             |
| Apollo 16 Rover lunare          |                           | Stati Uniti               | 1972    | 462        | 8.97°S 15.51°E                                                                          |
| Apollo 17 S-IVB (S-IVB-512)     |                           | Stati Uniti               | 1972    | 13960      | 4.21°S 22.31°W                                                                          |
| Apollo 17 LM modulo risalita    |                           | Stati Uniti               | 1972    | 2150       | 19.96°N 30.50°E                                                                         |
| Apollo 17 LM modulo discesa     |                           | Stati Uniti               | 1972    | 2798       | Mare della Serenità 20° 11' 26.88"N 30° 46' 18.05" E                                    |
| Apollo 17 Rover lunare          |                           | Stati Uniti               | 1972    | 462        | 20.17°N 30.77°W                                                                         |
| Luna 21 e Lunochod 2            |                           | Unione Sovietica          | 1973    | 4850       | Mare della Serenità 25.85°N 30.45°E                                                     |
| Explorer 49 (RAE-B)             |                           | Stati Uniti               | 1973    | 328        | sconosciuta                                                                             |
| Luna 22                         |                           | Unione Sovietica          | 1974    | 4000       | sconosciuta                                                                             |
| Luna 23                         |                           | Unione Sovietica          | 1974    | 5600       | Mare delle Crisi ~12°N ~62°E                                                            |
| Luna 24 modulo discesa          |                           | Unione Sovietica          | 1976    | < 5800     | Mare delle Crisi 12.75°N 62.2°E                                                         |
| Hiten Orbiter (Hagoromo)        |                           | Giappone                  | 1990    | 12         | sconosciuta                                                                             |
| Hiten                           |                           | Giappone                  | 1993    | 143        | 34.3°S 55.6°E                                                                           |
| Lunar Prospector                |                           | Stati Uniti               | 1998    | 126        | 87.7°S 42.1°E                                                                           |
| SMART-1                         |                           | ESA                       | 2006    | 307        | Lago dell'Eccellenza 34.24°S 46.12°W                                                    |
| SELENE (Kaguya)                 |                           | Giappone                  | 2009    | 1984       | Cratere Gill 65.5°S 80.4°E                                                              |
| Chang'e 1                       |                           | CNSA                      | 2009    | 2350       | Mare Fecunditatis 1.50°S 52.36°E                                                        |
| Chandrayaan 1                   |                           | ISRO                      | 2009    | 1380       | Polo Sud                                                                                |
| LCROSSS                         |                           | Stati Uniti               | 2009    | 2700       | Polo Sud                                                                                |
| GRAIL                           |                           | Stati Uniti               | 2012    |            | Polo Nord 75.6504°N 33.1643°E                                                           |
| Chang'e 3                       |                           | CNSA                      | 2013    | 3750       | Sinus Iridum 44.12°N 19.51°W                                                            |
| LADEE                           |                           | Stati Uniti               | 2014    | 383        | Lato nascosto                                                                           |
| Chang'e 4                       |                           | CNSA                      | 2018    | 1200       | cratere Von Kármán 44°27'S 176°15'E                                                     |
| Beresheet                       |                           | IAI                       | 2019    | 150        |                                                                                         |
| Chandrayaan-2                   |                           | ISRO                      | 2019    | 653        |                                                                                         |
| Chang'e 5 (lander)              |                           | CNSA                      | 2020    | <8200      | Oceanus Procellarum 43.099°N 51.837°W                                                   |
| Chang'e 5 (ascender)            |                           | CNSA                      | 2020    | >882       | 30.000°S 0.000°E                                                                        |
| Chang'e 5-T1 (terzo stadio)     |                           | CNSA (ascender)           | 2022    | 2.800      | 5.226°N 125.514°W                                                                       |
| Hakuto-R Mission 1              |                           | JAXA                      | 2023    | 340        | 47.581°N 44.094°E                                                                       |
| Luna 25                         |                           | Russia                    | 2023    | 1750       | sconosciuta                                                                             |
| Chandrayaan-3                   |                           | ISRO                      | 2023    | 1752       | 69.373°S 32.319°E                                                                       |
| SLIM lander LEV-1 e LEV-2 rover |                           | JAXA                      | 2024    | 119        | Cratere Shioli 13.316°S 25.251°E                                                        |
| IM-1 Odysseus                   |                           | Intuitive Machines        | 2024    | 1 903      | Malapert A 84.9°S 12.9°E                                                                |
| Chang'e 6 (lander)              |                           | CNSA                      | 2018    | 3 200      | Cratere Apollo (Emisfero nascosto) 41°64'S 153°99'W                                     |
| Jinchan rover                   | CNSA                      | 2025                      | 5       |            | Cratere Apollo (Emisfero nascosto) 41°64'S 153°99'W                                     |
| Chang'e 6 (modulo di ascesa)    |                           | CNSA                      | 2025    | >700       | 39°S 180°E                                                                              |
| Blue Ghost                      |                           | Firefly Aerospace         | 2025    | 469        | Mare Crisium 18.56°N 61.81°E                                                            |
| IM-2 Athena                     |                           | Intuitive Machines        | 2025    | 1 919      | Mons Mouton 85°S 31°W                                                                   |
| Massa totale stimata (kg)       | Massa totale stimata (kg) | Massa totale stimata (kg) | 218 829 |            |                                                                                         |